# FC Pune City
FC Pune City (FCPC) là một câu lạc bộ bóng đá chuyên nghiệp Ấn Độ có trụ sở tại thành phố Pune, Maharashtra, chơi ở Super League Ấn Độ theo giấy phép từ Liên đoàn bóng đá Toàn Ấn (AIFF). Câu lạc bộ được thành lập vào năm 2014 với triết lý cung cấp sự kích thích cho sự tăng trưởng và phát triển của bóng đá ở bang Maharashtra và tham gia vào mùa khai mạc của Super League Ấn Độ. Đội bóng thuộc sở hữu của Tập đoàn Rajesh Wadhawan, người quảng bá của ông, ông Kapil Wadhawan và ông Dheeraj Wadhawan và nam diễn viên Arjun Kapoor.
Triết lý đằng sau sự ra đời của câu lạc bộ là thúc đẩy và phát triển trò chơi bóng đá ở thành phố Pune ngay từ cấp cơ sở trở đi. FC Pune City đặt mục tiêu trở thành câu lạc bộ mà các cầu thủ khao khát trở thành một phần của và một câu lạc bộ mà người hâm mộ cam kết lòng trung thành của họ.
Năm 2016, FC Pune City trở thành câu lạc bộ ISL duy nhất có các đội tham gia ở tất cả các cấp độ bóng đá chuyên nghiệp; Đội chính (ISL), Đội U-18 (I-League U-18), Đội U-16, Đội U-14 và Đội nữ.

## Huy hiệu
Huy hiệu FC Pune City cũng được lấy cảm hứng từ Chhatrapati Shivaji Maharaj. Pháo đài trong khiên chắn, ngựa và cờ được đưa ra khỏi một đội với đội hình phòng thủ và tấn công mạnh mẽ. Màu cam đồng nghĩa với Chhatrapati Shivaji Maharaj, trong khi màu tím và hoa là bản sắc đã là mấu chốt trong biểu tượng toàn diện của câu lạc bộ.

## Sân nhà
FC Pune City chơi trận đấu trên sân nhà của họ tại Khu liên hợp thể thao Shree Shiv Chhatrapati, Balewadi, Pune. Sân ở Khu liên hợp thể thao Shree Shiv Chhatrapati là cỏ tự nhiên và sức chứa của nó cho các trận đấu Super League Ấn Độ là 9.210.

## Cơ sở đào tạo
FC Pune City sở hữu 2 cơ sở đào tạo tại thành phố Pune. Đội chính đào tạo tại cơ sở đào tạo nghệ thuật FC Pune City tọa lạc tại Dharawli, Pirangut trong khi Đội thiếu niên đào tạo tại các sân tập ở Mamurdi. Cả hai cơ sở đều có sân cỏ tự nhiên.
Các đội phát triển của FC Pune City đào tạo tại sân bóng đá của trường trung học St. Vincent.

## Đội hình hiện tại
| No. |         | Position | Player              |
| --- | ------- | -------- | ------------------- |
| 1   | India   | GK       | Kamaljit Singh      |
| 2   | India   | DF       | Nim Dorjee Tamang   |
| 3   | India   | DF       | Gurtej Singh        |
| 5   | India   | MF       | Adil Khan           |
| 6   | Spain   | MF       | Jonathan Vila       |
| 7   | Canada  | FW       | Iain Hume           |
| 8   | India   | MF       | Shankar Sampingiraj |
| 11  | India   | FW       | Nikhil Poojari      |
| 12  | India   | MF       | Alwyn George        |
| 13  | India   | GK       | Vishal Kaith        |
| 15  | Austria | MF       | Marko Stanković     |

| No. |         | Position | Player               |
| --- | ------- | -------- | -------------------- |
| 16  | India   | DF       | Sarthak Golui        |
| 18  | India   | DF       | Ashutosh Mehta       |
| 19  | India   | MF       | Rohit Kumar          |
| 20  | Brazil  | FW       | Diego Carlos         |
| 21  | Uruguay | DF       | Martín Díaz          |
| 22  | India   | FW       | Ashique Kuruniyan    |
| 23  | India   | FW       | Robin Singh          |
| 24  | India   | GK       | Anuj Kumar           |
| 25  | India   | FW       | Jakob Vanlalhlimpuia |
| 28  | India   | MF       | Abhishek Halder      |
| 31  | India   | DF       | Lalchhuanmawia       |
| 36  | India   | DF       | Sahil Panwar         |

### Cho mượn
Kể từ
| Số áo. |         | Vị trí | Cầu thủ                                      |
| ------ | ------- | ------ | -------------------------------------------- |
| 46     | India   | DF     | Wayne Vaz (cho mượn ở Churchill Brothers SC) |
| 9      | Uruguay | FW     | Emiliano Alfaro (cho mượn ở ATK)             |

## Nhân viên kỹ thuật
Tính đến tháng 8 năm 2018
| Chức vụ                 | Tên                                 |
| ----------------------- | ----------------------------------- |
| Huân luyện viên trưởng  | liên_kết=\|viền Phil Brown          |
| Trợ lí huấn luyện viên  | liên_kết=\|viền Trevor Morgan       |
| Huấn luyện viên thủ môn | liên_kết=\|viền Aidan Davison       |
| Giám đốc kĩ thuật       | liên_kết=\|viền Pradyum Reddy       |
| Đội ngũ bác sĩ          | liên_kết=\|viền Bác sĩ Charles Minz |
| Vật lý trị liệu         | liên_kết=\|viền Góc Stephen         |

### Quản lý
Tính đến tháng 3 năm 2017
| Chức vụ | Tên                           |
| ------- | ----------------------------- |
| CEO     | liên_kết=\|viền Gaurav Modwel |

## Cựu cầu thủ
- Những cầu thủ đã đại diện cho quốc gia của họ trong FIFA World Cup

| Tên                   | Quốc gia                          |  |
| Katsouranis           | liên_kết=\|viền Hy Lạp            |  |
| Krisztián Vadócz      | liên_kết=\|viền Hungary           |  |
| Apoula Edel           | liên_kết=\|viền Armenia           |  |
| Andrés González       | liên_kết=\|viền Colombia          |  |
| David Trezeguet       | liên_kết=\|viền Pháp              |  |
| Adrian Mutu           | liên_kết=\|viền Rumani            |  |
| Saïdou Panandétiguiri | liên_kết=\|viền Burkina Faso      |  |
| Yendrick Ruiz         | liên_kết=\|viền Costa Rica        |  |
| Didier Zokora         | liên_kết=\|viền bờ biển Ngà       |  |
| Mohamed Sissoko       | liên_kết=\|viền Ma-rốc            |  |
| Iván Bolado           | liên_kết=\|viền Equatorial Guinea |  |
| Eduardo Ferreira      | liên_kết=\|viền Equatorial Guinea |  |
| Dramane Traoré        | liên_kết=\|viền Ma-rốc            |  |
| Kalu Uche             | liên_kết=\|viền Nigeria           |  |
| Nicky Shorey          | liên_kết=\|viền nước Anh          |  |
| Tuncay Şanlı          | liên_kết=\|viền gà tây            |  |

## Bảng xếp hạng các câu lạc bộ châu Á
Tính đến ngày 13 tháng 1 năm 2019. 
| Xếp hạng hiện tại | Quốc gia        | Đội               |
| ----------------- | --------------- | ----------------- |
| 274               | liên_kết=\|viền | TTM Chiang Mai    |
| 275               | liên_kết=\|viền | FC Pune City      |
| 276               | liên_kết=\|viền | Montedio Yamagata |
| 277               | liên_kết=\|viền | Al-Shahania SC    |
| 278               | liên_kết=\|viền | PS TIRA           |